# Ezer Weizman
Ezer Weizman (en hebreo: עזר ויצמן) (Tel Aviv, 15 de junio de 1924-Cesarea, 24 de abril de 2005) fue el séptimo presidente de Israel. Era sobrino de Chaim Weizmann, científico, y líder sionista.

## Primeros años y la aviación

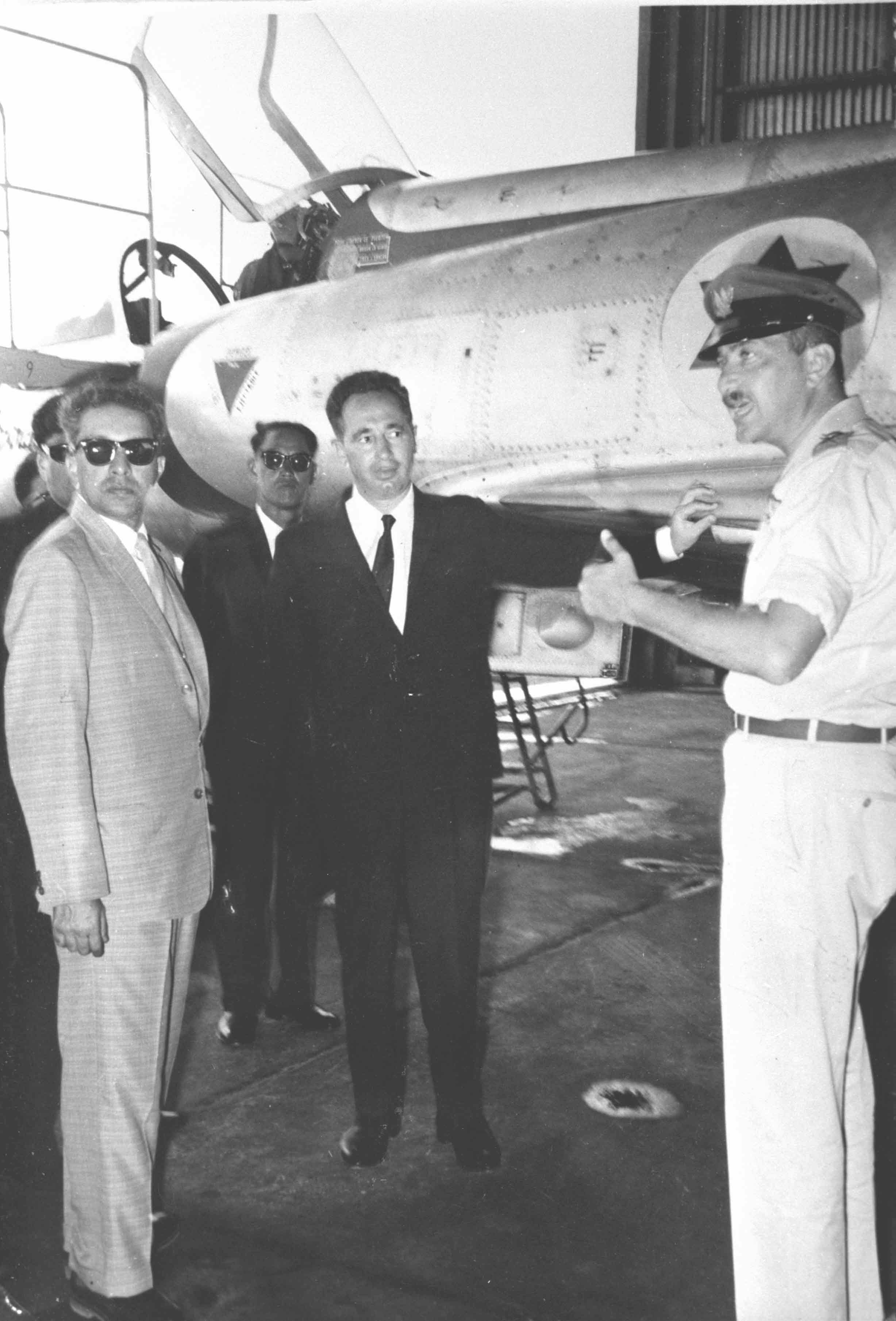
El Rey Mahendra de Nepal (izquierda) en su visita a Israel acompañado por el director general del Ministerio de Defensa, Shimon Peres (centro) y el comandante en jefe de la Fuerza Aérea, Ezer Weizman (derecha), 1958.

Nacido en Tel Aviv el 15 de junio de 1924 en el seno de una familia de clase alta. Se educó en la Escuela de Ciencias Exactas de Haifa y su pasión por los aviones le llevó a ingresar en el Club de Aviación de dicha localidad. A los 18 años se enroló en la Real Fuerza Aérea Británica. Fue entrenado como piloto de guerra en Rodesia y sirvió en Egipto y en la India. Al terminar la Segunda Guerra Mundial, se trasladó a Gran Bretaña para estudiar Aeronáutica.
Regresó a Palestina en 1947, justo antes de la Guerra de Independencia, participando desde 1948 activamente como combatiente y en la organización de las recién creadas Fuerzas Aéreas Israelíes.
En 1953 fue ascendido a comandante de ala y cinco años después alcanzó el grado de comandante en jefe de las Fuerzas Aéreas.
De 1966 a 1969 fue jefe de Estado Mayor. Durante ese período formuló la estrategia aérea que se llevó a cabo en las primeras horas de la Guerra de los Seis Días, en 1967, en las que tuvo un gran éxito.

## Actividad política
En 1969 ingresó en el partido nacionalista Herut (Libertad), liderado por Menahem Beguin. Ese mismo año fue nombrado ministro de Transportes, en el Gobierno de Unidad Nacional, del que dimitió en 1970. Luego, en 1971, fue nombrado presidente del comité ejecutivo del Herut, cargo que ocupó hasta 1973. En esta última fecha abandonó la formación para incorporarse al Likud, siendo uno de los fundadores del partido Likud en 1973 y 1977.
Volvió al gobierno presidido por Beguin en 1977 para ocupar la cartera de Defensa. Desde ese lugar, participó como negociador en los acuerdos de Camp David (1978) entre Egipto, Israel y Estados Unidos, y en el Tratado de Paz con Egipto (1979), convirtiéndose en uno de los defensores de la política de concesiones y compromisos con el país vecino.
Weizmann criticó duramente al gobierno de Beguin por la lentitud en el cumplimiento de los Acuerdos de Camp David, y tras amenazar con abandonarlo en repetidas ocasiones, finalmente presentó su dimisión en 1980.
Abandonó el Likud y en los años siguientes se dedicó a negocios en el sector privado.
En 1984 fundó el Partido de la Salvación Nacional, que se alió a los Laboristas. Tras las elecciones de ese año, entró a formar parte del Gabinete laborista como ministro sin cartera, con el cargo de responsable para los asuntos de los ciudadanos árabes israelíes.
Tras las elecciones de 1988, se incorporó como ministro de Ciencia y Tecnología al Gobierno de laboristas y conservadores encabezado por Isaac Shamir.
En mayo de 1989, Weizman declaró a la emisora de las Fuerzas Armadas que "Israel tiene que pensar en unas conversaciones directas con la OLP", manifestó abiertamente su disconformidad con la política de Shamir y se mostró de acuerdo en un "90 por ciento" con la posición del presidente egipcio, Hosni Mubarak, sobre la forma de lograr una paz duradera en la zona.
Siendo ministro de Shamir, fue el primero en abogar por unas negociaciones de paz con la OLP y por la devolución a de los territorios ocupados en Cisjordania, Gaza y el Golán sirio, el 31 de diciembre de 1989 fue destituido por Shamir acusado de haber mantenido contactos con un funcionario de la OLP en un hotel de Ginebra, según las informaciones facilitadas por los Servicios de Seguridad (Shin Bet).
Ante la posibilidad de desencadenar una crisis gubernamental, el primer ministro decidió readmitirlo el 2 de enero. Sólo estuvo fuera del Gobierno 48 horas y permaneció en el puesto hasta 1990.
Alineado en el sector pacifista del laborismo, en 1992 dimitió de su escaño ante la impotencia del Gobierno para concertar la paz con los árabes. Además, anunció su retirada de la vida política por sentir que ya no podía aportar más a la causa de la paz.

## Candidato a la presidencia
El Partido Laborista lo eligió candidato a la presidencia del Estado de Israel el 14 de enero de 1993. Dos meses después, el 24 de marzo fue elegido séptimo presidente de Israel, con 66 votos frente a los 53 de Dov Shilansky. Prestó juramento el 13 de mayo de 1993 y sustituyó a Haim Herzog para un mandato de cinco años.
Tras el asesinato del primer ministro Isaac Rabin, el 4 de noviembre de 1995, encargó la formación de Gobierno a Simón Peres, pero éste fue efímero ya que se convocaron elecciones y en junio de 1996 le sucedió Benjamín Netanyahu.
El 4 de abril de 1998 fue reelegido presidente para un segundo mandato de cinco años por 63 votos frente a los 49 que recibió el diputado Saúl Amor, candidato de Netanyahu.
A finales de 1999 aparecieron las primeras acusaciones contra él por haber aceptado casi medio millón de dólares de un empresario textil francés entre 1988 y 1995, pudiendo haber incurrido en un delito fiscal.
En enero del 2000 la Fiscalía ordenó la apertura de una investigación policial y a finales de mayo Weizman anunció su intención de dimitir. La policía finalmente recomendó en un informe que se cerrara la investigación, pero Weizman mantuvo su palabra y el 10 de julio dimitió de su cargo.

## Últimos años
En el año 2000 fue operado para implantarle un marcapasos en el corazón. Falleció en Caesaria el 24 de abril de 2005 a la edad de 81 años, luego que había sido internado en una sala de terapia intensiva del hospital Rambam de Haifa (norte de Israel) a fines de febrero, a raíz de una infección pulmonar. Fue enterrado – según su voluntad – en el cementerio de Or Akiva, junto a la tumba de su hijo Shaul y su nuera Rachel, en presencia de miles de ciudadanos de la plaza mayor de Tzhal, el primer ministro Ariel Sharon y el presidente israelí Moshe Katzav.
Estuvo casado con Reúma (quien era cuñada del general Moshé Dayán), con quien tuvo dos hijos. Uno de ellos, Saúl, falleció en un accidente automovilístico.